# دییچین
دییــِچین (به چکی: Děčín) شهری در منطقه اوستی ناد لابم کشور جمهوری چک است که جمعیت آن در سال ۲۰۰۷ میلادی ۵۲٫۱۶۵ نفر بوده‌است.

## نگارخانه

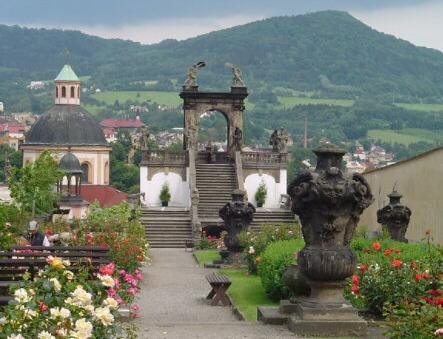
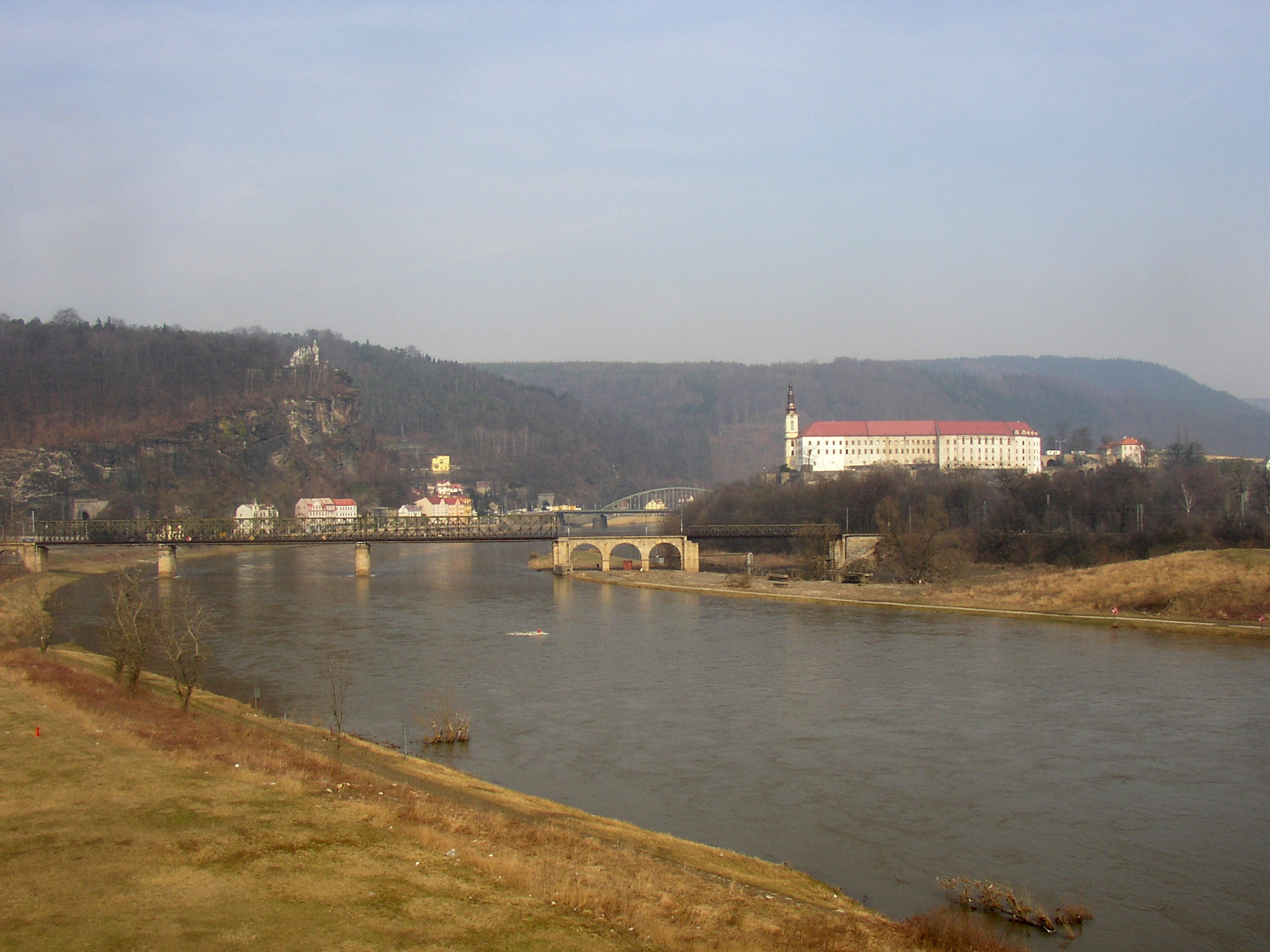
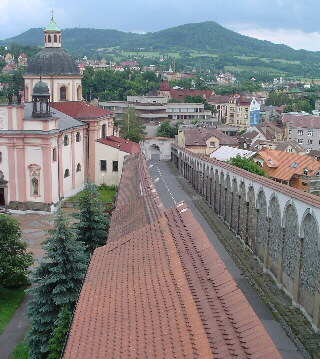
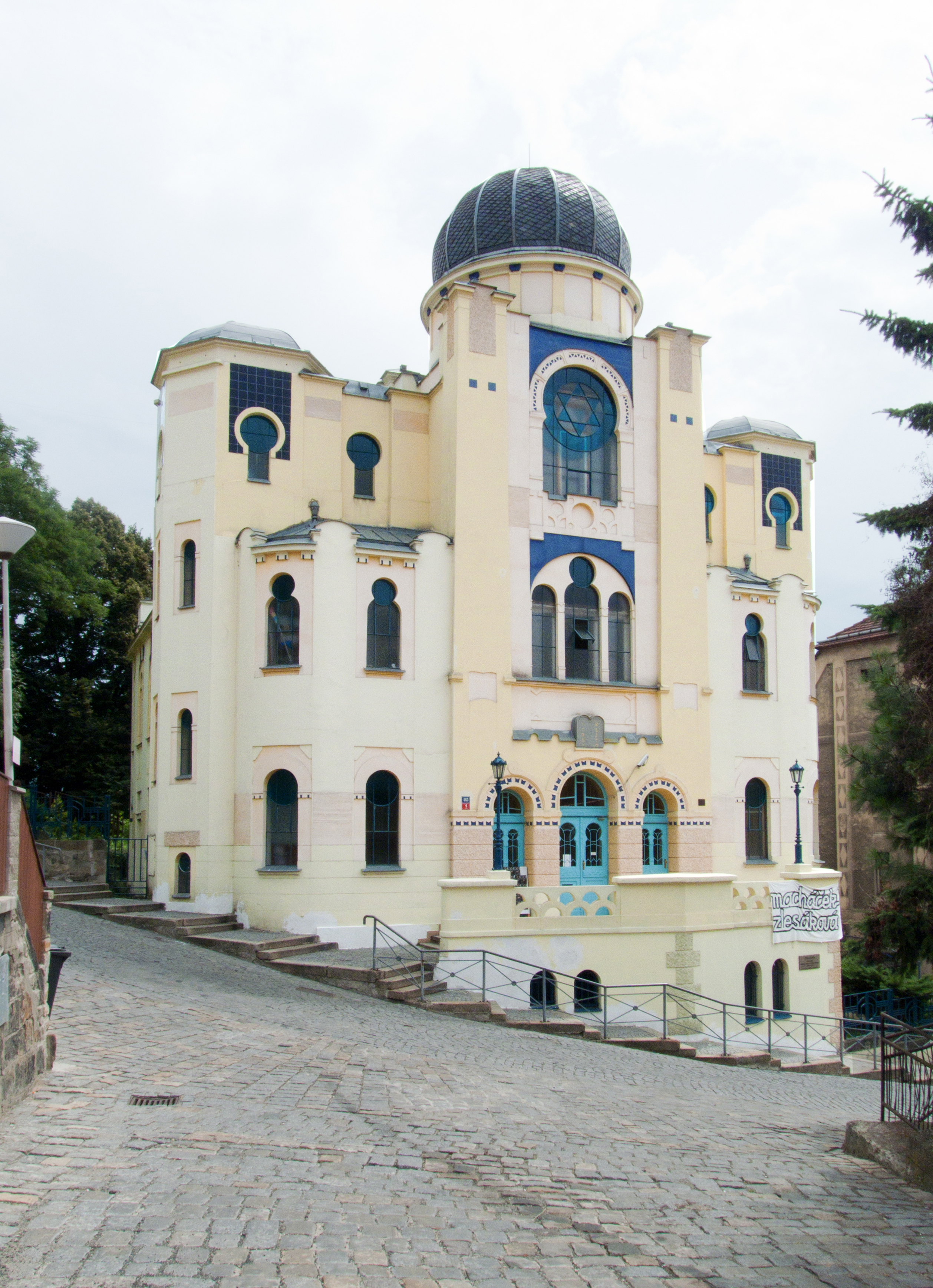
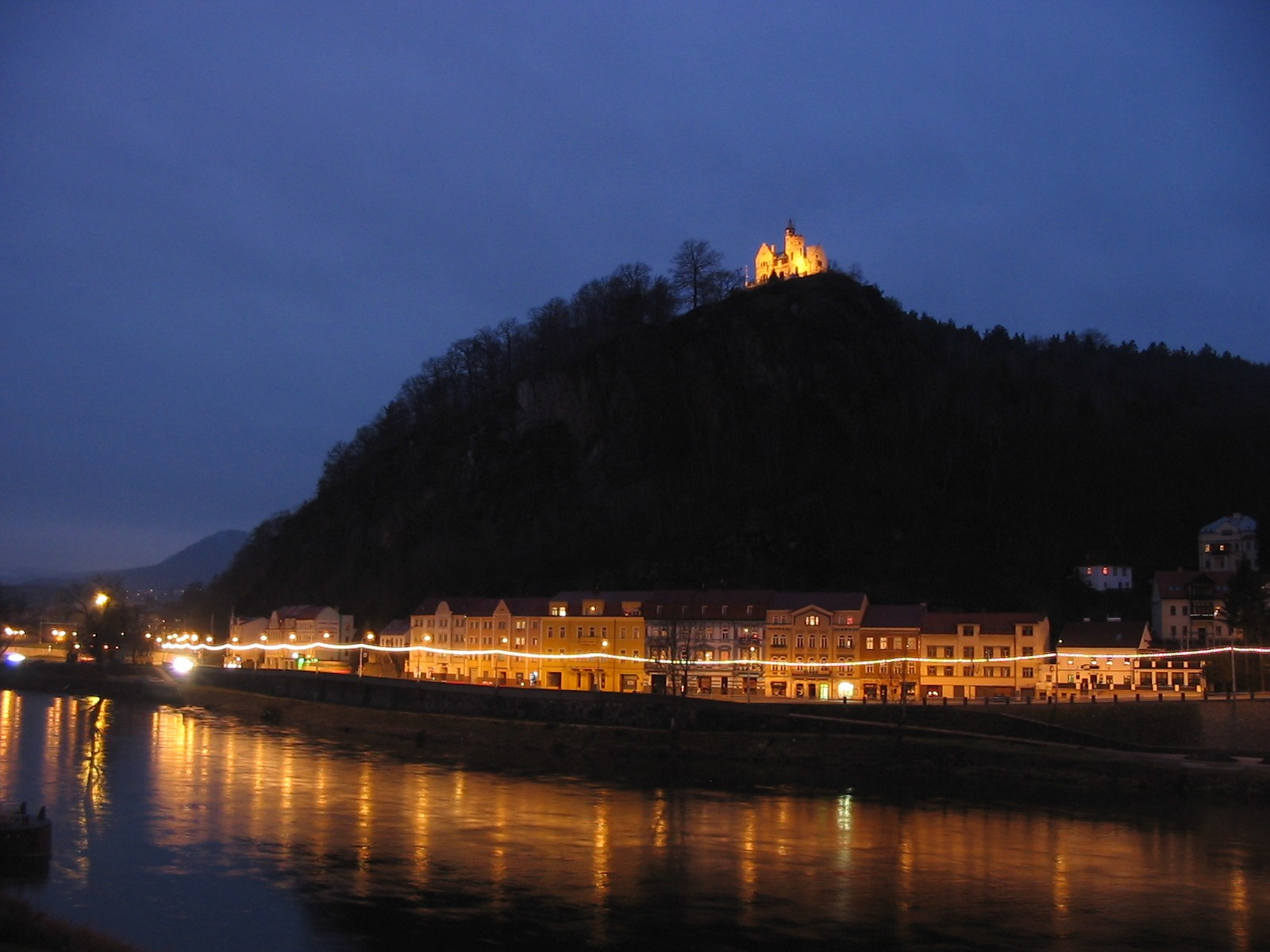